# Mireia Vilapuig
Mireia Vilapuig (Mireia Vilapuig Borrell, Sabadell, provincia de Barcelona, 2 de septiembre de 1997) es una actriz española. Es hermana de la también actriz Joana Vilapuig, que en 2011 ha sido una de los protagonistas de la exitosa serie de televisión Polseres vermelles (Pulseras rojas), dirigida por Pau Freixas y escrita por Albert Espinosa, y en la que también ha intervenido, de modo episódico, la propia Mireia.

## Carrera profesional
Tras dar sus primeros pasos en el mundo de la interpretación en montajes de teatro aficionado, en 2008 Mireia Vilapuig fue seleccionada en un casting al que concurrieron 800 niños y niñas para conseguir un papel en la película La cabaña de los héroes, sobre un guion de Albert Espinosa y Pau Freixas. Antes de comenzar el rodaje, Mireia y los otros cuatro niños elegidos, todos ellos sin experiencia previa en cine, convivieron durante dos semanas en una casa de colonias para lograr "que su amistad fuera real", según el director de la película, Pau Freixas.
El filme, finalmente titulado Herois (Héroes), fue rodado (en catalán y castellano) en el verano de 2009 en diversas localizaciones de Barcelona, Canyamars (Dosrius, Maresme), Gavá (Bajo Llobregat), Palamós (Bajo Ampurdán), el pantano de Sau (Vilanova de Sau, Barcelona) y San Pedro de Vilamajor (Vallés Oriental). Se estrenó en abril de 2010 en el Festival de Cine Español de Málaga.
Lérida, y en Sabadell (Barcelona). En esta pieza, la actriz comparte protagonismo con su hermana, Joana Vilapuig, y con otra joven intérprete catalana, Marina Comas, ganadora de un premio Goya. El corto fue seleccionado para competir en la sección oficial de la XLIV Edición del Festival Internacional de Cinema Fantàstic de Sitges, que tuvo lugar a principios de octubre de 2011.
Sus trabajos más notorios han sido en el cortometraje El nadador y en el largometraje Fènix 11:23, cuyo rodaje, en catalán y bajo la dirección de Joel Joan, dio comienzo el 23 de noviembre de 2011 en la localidad de Lloret de Mar (Gerona). La película, basada en hechos reales, narra la experiencia de Eric Bertran, un adolescente lloretense que en el año 2004 fue acusado de terrorismo a raíz de una serie de correos electrónicos que remitió a diversas empresas reclamando el etiquetado de productos en catalán. En el filme, Mireia Vilapuig encarna a la chica de la que se enamora el protagonista, interpretado por Nil Cardoner.

## Filmografía

### Largometrajes
- Héroes (2010) de Pau Freixas / Personaje: Cristo
- Fènix 11:23 (9 de noviembre de 2012) de Joel Joan
- Le dernier coup de marteau (2014) Personaje: Luna

### Televisión
- Polseres vermelles (Pulseras rojas) (Televisió de Catalunya, 2011-2013) / Personaje: Àlex (episodios 1x11, 1x12, 1x13, 2x11, 2x12, 2x13)
- Cuéntame cómo pasó Temporada 19 episodio 10. Personaje: Lourdes
- El inocente. Personaje: Carla Olenverg
- selftape (Filmin, 2023). Personaje : Mireia

### Cortometrajes
- REM (2011) de Javier Ferreiro y María Sosa Betancor / Personaje: Eva
- Nadador (2011)
- La muerte dormida (2014)